# Liste de sigles de trois caractères
Cette liste est sans doute incomplète et peut-être mal ordonnée. Votre aide est la bienvenue !
| Sigles de 2 caractères   |
| ► Sigles de 3 caractères |
| Sigles de 4 caractères   |
| Sigles de 5 caractères   |
| Sigles de 6 caractères   |
| Sigles de 7 caractères   |
| Sigles de 8 caractères   |

Cet article contient une liste de sigles et d'acronymes de trois caractères. Celle-ci est non exhaustive.
- Haut – A
- B
- C
- D
- E
- F
- G
- H
- I
- J
- K
- L
- M
- N
- O
- P
- Q
- R
- S
- T
- U
- V
- W
- X
- Y
- Z

## 0-9
- 2RM
- 3CB
- 3DO 
  - 3DO Interactive Multiplayer
  - The 3DO Company
- 3DS F
  - Nintendo 3DS
- 4×4 
  - Véhicule tout-terrain
- 8tv
- 996 : rythme de travail (9 h du matin à 9 h du soir, 6 jours par semaine)
- 9XR

- Haut – A
- B
- C
- D
- E
- F
- G
- H
- I
- J
- K
- L
- M
- N
- O
- P
- Q
- R
- S
- T
- U
- V
- W
- X
- Y
- Z

## A
- A6M : chasseur-bombardier Mitsubishi A6M
- A9C 6
- AAA 12
- AAF : Association des archivistes français
- AAH 24
- ABB 48
- ABM 96
- ABS : Antiblockiersystem (Système anti-blocage des roues)
- ACM 2
- ACN 4
- ADG 8
- ADN 16
- AEE 32
- AEF 64
- AES 128
- AEW  ; entre autres
  - All Elite Wrestling
- AFA  ; entre autres
  - Action antifasciste
- AFC 6
- AFE 9
- AFI 12
- AG7 15
- AGC 18
- AIA 21
- AIE
- AIF 24
- AIR 27
- AKP 
  - Parti de la justice et du développement
- AMF 30
- AMG : Aufrecht Melcher Grossaspach, dans le nom Mercedes-AMG (préparateur allemand de voitures Mercedes)
- AMI
- ANR  ; entre autres
  - Agence nationale de la recherche
  - Association Neurofibromatoses et Recklinghausen[1]
- AOC
- AOD
- AOF
- APE
- APK 
  - APK : format de fichier
- APP 
  - en particulier : The Alan Parsons Project, groupe britannique de rock progressif
- ARC
- ARN : Acide ribonucléique
- ARS
- ARW : Anderson, Rabin, Wakeman, groupe de musique formé d'anciens membres de Yes
- ASE
- ASO
- ATI
- ATT
- AUM
- AWD
- AWE
- AWG
- AWI
- AWK
- AWM

- Haut – A
- B
- C
- D
- E
- F
- G
- H
- I
- J
- K
- L
- M
- N
- O
- P
- Q
- R
- S
- T
- U
- V
- W
- X
- Y
- Z

## B
- BBC 
  - entre autres : British Broadcasting Corporation
- BBL
- BBM : Bruce, Baker, Moore, un groupe britannique de rock
- BCG
- BDD
- BDF
- BDI
- BER
- BFI
- BFM 
  - BFM Business et BFM TV, chaînes françaises de radio et de télévision
- BFW
- BHR
- BIC
- BIM
- BJP 
  - Bharatiya Janata Party
- BMD
- BMW 
  - BMW (Bayerische Motoren Werke), constructeur automobile
- BnF : la Bibliothèque nationale de France
- BPF
- BPR
- BRI
- BTO : Bachman-Turner-Overdrive, un groupe rock canadien
- BTP 
  - entre autres : Bâtiment et travaux publics
- BTS
- BUR
- BUT
- BWC
- BYU 
  - Brigham Young University (Université Brigham-Young), une université américaine à Provo (Utah)

- Haut – A
- B
- C
- D
- E
- F
- G
- H
- I
- J
- K
- L
- M
- N
- O
- P
- Q
- R
- S
- T
- U
- V
- W
- X
- Y
- Z

## C
- C2P : Compte professionnel de prévention (pour la gestion des risques professionnels en France)
- C9M : Comité du 9-Mai, voir Affaire Sébastien Deyzieu
- CAE
- CAF
- CAN
- CAT
- CBD
- CBE
- CCA
- CCB
- CCF
- CDD 
  - entre autres : Contrat à Durée Déterminée
- CDI 
  - entre autres : Contrat à Durée Indéterminée et Centre de Documentation et d'Inforamtion
- CDG
- CDO
- CDV
- CEA
- CEC
- CEE
- CEJ
- CEP
- CET
- CGB
- CGT
- CIA
- CIH
- CIO
- CIP
- CLE
- CMA
- CMC
- CMF
- CNI
- CNV
- COV
- CPA
- CPC
- CQB
- CSA
- CTE
- CTI
- CUB
- CUT
- CVE
- CVO

- Haut – A
- B
- C
- D
- E
- F
- G
- H
- I
- J
- K
- L
- M
- N
- O
- P
- Q
- R
- S
- T
- U
- V
- W
- X
- Y
- Z

## D
- DAB
- DAI
- DBZ
- DCA
- DCP
- DDI
- DDT
- DEA
- DEL
- DEM
- DER  : Distinguished Encoding Rules
- DFU
- DFW
- DHA : Dialogues d'Histoire Ancienne
- DHS
- DLT
- DMA
- DME
- DMN
- DND
- DOI
- DPD
- DQP : dès que possible
- DRA
- DRI
- DSA
- DSG
- DTC
- DUT

- Haut – A
- B
- C
- D
- E
- F
- G
- H
- I
- J
- K
- L
- M
- N
- O
- P
- Q
- R
- S
- T
- U
- V
- W
- X
- Y
- Z

## E
- EAD
- EAU : Émirats arabes unis
- ECW 
  - entre autres Extreme Championship Wrestling, ancienne fédération de catch
- EDF
- EDG
- ELA
- ELF
- ELO  :
  - entre autres Electric Light Orchestra, groupe rock britannique
- ELP
- EMA
- ENT
- EPA
- EPI
- EPQ : Espace des phases quantique
- EQM : Erreur quadratique moyenne
- ESA
- ESG
- ESM
- ESO
- ÉTS: École de technologie supérieure, un des dix établissements qui forment le réseau de l'Université du Québec
- EUR
- EVA
- EVC
- EVD
- EVG

- Haut – A
- B
- C
- D
- E
- F
- G
- H
- I
- J
- K
- L
- M
- N
- O
- P
- Q
- R
- S
- T
- U
- V
- W
- X
- Y
- Z

## F
- FAF
- FAQ 
  - Foire aux questions
- FBS  ; entre autres
  - NCAA Division I Football Bowl Subdivision, un groupe d'équipes universitaires américaines dans le football américain
- FDP
- FEI
- FFA
- FFD
- FFF
- FHV
- FIA
- FIF
- FIS
- FIV
- FLF
- FNE
- FPS
- FPT
- FPU
- FRA
- FSE
- FTD
- FUI

- Haut – A
- B
- C
- D
- E
- F
- G
- H
- I
- J
- K
- L
- M
- N
- O
- P
- Q
- R
- S
- T
- U
- V
- W
- X
- Y
- Z

## G
- GIC
- GIE
- GIP
- GLP-1
- GMF
- GNU
- GOB
- GTA  ; entre autres
  - Grand Theft Auto, série de jeux vidéo
- GTL
- GVA

- Haut – A
- B
- C
- D
- E
- F
- G
- H
- I
- J
- K
- L
- M
- N
- O
- P
- Q
- R
- S
- T
- U
- V
- W
- X
- Y
- Z

## H
- HAS : Haute Autorité de Santé
- HBM 
  - Habitation à bon marché
- HDD 
  - hard disk drive, pour disque dur en informatique
- HMT
- HOC : voir HOG
- HOG 
  - en particulier HOG (ou HOC, HOK, CSA) : Comité de secours pour l'Arménie (en arménien : Hay(astani) Oknoutian Gomidé) ; cf. Comité de secours pour l'Arménie, Section française du Comité de secours pour l'Arménie, Hog (revue)
- HOK : voir HOG
- HPD 
  - HPD : hybrides producteurs directs
- HPI 
  - HPI : haut potentiel intellectuel
  - HPI : une série télévisée française
- HPS
- HRI
- HRT
- HSH 
  - entre autres Hommes ayant des rapports sexuels avec des hommes
- HSP
- HSU

- Haut – A
- B
- C
- D
- E
- F
- G
- H
- I
- J
- K
- L
- M
- N
- O
- P
- Q
- R
- S
- T
- U
- V
- W
- X
- Y
- Z

## I
- IAE
- IAU
- ICI
- ICU
- IDE  ; entre autres
  - IDE : Infirmier diplômé d'État (France)
  - IDE : Integrated Development Environment
  - IDE : Integrated Drive Electronics
- IDF : Île-de-France
- IDH : Indice de développement humain
- IGE : Institut des géosciences de l’environnement
- IGN 
  - Institut géographique national
- IHM 
  - Interface Homme-Machine (ou équivalents : interactions humain-machine etc.)
- ILS
- IMT
- INA 
  - Institut national agronomique (France)
  - Institut national de l'audiovisuel (France)
- IPA
- IPC
- IPI 
  - ipi (en caractères minuscules) : in partibus infidelium
- IPM
- IPP
- IRA
- ISF
- ISO : Organisation internationale de normalisation
- IST
- IUT : Institut universitaire de technologie
- IXC : Interexchange carrier
- IXX :Aérodrome de Bidar en Inde.

- Haut – A
- B
- C
- D
- E
- F
- G
- H
- I
- J
- K
- L
- M
- N
- O
- P
- Q
- R
- S
- T
- U
- V
- W
- X
- Y
- Z

## J
- JDC 
  - Journée défense et citoyenneté (France)
- JDE
- JEI
- JMJ : Journées mondiales de la jeunesse
- JPO
- JWP

- Haut – A
- B
- C
- D
- E
- F
- G
- H
- I
- J
- K
- L
- M
- N
- O
- P
- Q
- R
- S
- T
- U
- V
- W
- X
- Y
- Z

## K
- K12
- KCP
- KGB
- KKK
- KSI
- KWY

- Haut – A
- B
- C
- D
- E
- F
- G
- H
- I
- J
- K
- L
- M
- N
- O
- P
- Q
- R
- S
- T
- U
- V
- W
- X
- Y
- Z

## L
- LCL : une des marques commerciales du Crédit lyonnais
- LDT
- LDV
- LKJ : Linton Kwesi Johnson, poète et musicien
- LLM
- LM1
- LMD  ; entre autres
  - réforme Licence-Master-Doctorat
- LMS
- LNH  ; entre autres
  - Ligue nationale de hockey sur glace du Canada et des États-Unis
- LOL
- LXP : Learning eXperience Platform, dans le domaine de la formation à distance

- Haut – A
- B
- C
- D
- E
- F
- G
- H
- I
- J
- K
- L
- M
- N
- O
- P
- Q
- R
- S
- T
- U
- V
- W
- X
- Y
- Z

## M
- MAF
- MAO : Musique assistée par ordinateur
- MCO
- MCU
- MDR : Mort De Rire
- MDS
- MEA : Middle East Airlines
- MLB : Major League Baseball
- MLP
- MLS  ; entre autres
  - Major League Soccer, ligue de football aux États-Unis et au Canada
  - Maximum length sequence
- MMA  ; entre autres
  - MMA (assurance)
  - Arts martiaux mixtes
- MPO
- MPR
- MSB : Le Mans Sarthe Basket
- MSE : mean squared error , terme anglais pour erreur quadratique moyenne (EQM)
- MSF : Médecins sans frontières
- MSG
- MSH
- MST
- MSU

- Haut – A
- B
- C
- D
- E
- F
- G
- H
- I
- J
- K
- L
- M
- N
- O
- P
- Q
- R
- S
- T
- U
- V
- W
- X
- Y
- Z

## N
- NBA : National Basketball Association
- NBT : New Breeding Techniques
- NFT
- NFL : National Football League
- NGT : New Genomic Techniques
- NHL  ; entre autres
  - National Hockey League, Ligue nationale de hockey sur glace du Canada et des États-Unis
- NLP
- NPA
- NPS
- NSA : National Security Agency
- NSF : National Science Foundation
- NSV : Nationalsozialistische Volkswohlfahrt, Secours populaire national-socialiste
- NTG : Nouvelles Techniques Génomiques
- NTM : Suprême NTM, groupe de hip-hop français

- Haut – A
- B
- C
- D
- E
- F
- G
- H
- I
- J
- K
- L
- M
- N
- O
- P
- Q
- R
- S
- T
- U
- V
- W
- X
- Y
- Z

## O
- OAS 
  - Organisation de l'armée secrète
- OAT
- OBO
- ODP
- OIV
- OMC
- OMG
- OMM
- OMS
- ONG
- ONU 
  - Organisation des Nations unies
- OOo : OpenOffice.org
- OPA
- OPN : Occitanie País Nòstre
- ORE
- ORO
- OST
- OTI

- Haut – A
- B
- C
- D
- E
- F
- G
- H
- I
- J
- K
- L
- M
- N
- O
- P
- Q
- R
- S
- T
- U
- V
- W
- X
- Y
- Z

## P
- PCA
- PCF
- PCI
- PDF
- PDG
- PDP
- PDU
- PFD
- PFU
- PGE
- PGF
- PIB
- PKP
- PLA
- PLF
- PLN
- PLQ
- PLS
- PME
- PMR
- PMU
- PNL
- PNO : Parti de la nation occitane
- POV
- POW
- PPC
- PPM
- PQE : programmes de qualité et d'efficience (remplacés par les REPSS depuis 2020), France
- PRF
- PRN
- PS2
- PS3
- PS4
- PS5
- PSA
- PSG
- PSM
- PSN
- PSP
- PSU
- PSV
- PSX
- PTO :
  - Point de terminaison optique, ou prise terminale optique : équipement terminal d'un réseau FTTH, appelé aussi DTIO (dispositif de terminaison intérieur optique).
  - Organisation professionnelle des triathlètes (Professionnal Triathletes Organisation)
- PTP
- PTT
- PUD
- PUR
- PVC

- Haut – A
- B
- C
- D
- E
- F
- G
- H
- I
- J
- K
- L
- M
- N
- O
- P
- Q
- R
- S
- T
- U
- V
- W
- X
- Y
- Z

## Q
- QHS : Quartier de haute sécurité
- QPV 
  - , Quartier prioritaire de la politique de la ville, en France
- QSF : Qualité de la science française (association)
- QSS : Quicksilver Sash[réf. souhaitée]
- QUB
- QVA : Quartier de veille active (en France, zonage de la politique de la ville moins prioritaire que les QPV)

- Haut – A
- B
- C
- D
- E
- F
- G
- H
- I
- J
- K
- L
- M
- N
- O
- P
- Q
- R
- S
- T
- U
- V
- W
- X
- Y
- Z

## R
- RAS
- RBO : Rock et Belles Oreilles (groupe québécois)
- RBQ : Régie du bâtiment du Québec
- RCS
- REC
- RES
- RIA
- RLC
- RMC
- RMI
- RNJ :
  - Repère nutritionnel journalier
  - Rassemblement national de la jeunesse
- ROH  ; entre autres
  - Ring of Honor
- ROV : Remotely Operated underwater Vehicle
- RPG
- RSA
- RSI
- RTL

- Haut – A
- B
- C
- D
- E
- F
- G
- H
- I
- J
- K
- L
- M
- N
- O
- P
- Q
- R
- S
- T
- U
- V
- W
- X
- Y
- Z

## S
- SAM
- SAQ
- SAU
- SBD
- SBT
- SCC
- SDF
- SDK
- SDP
- SEB
- SEG
- SFR
- SKT : South Korean Telecom
- SLC
- SMK
- SMR
- SOC
- SPA
- SPO
- SSS
- SSZ
- STG
- SUV (homonymie) 
  - SUV : Sport utility vehicle
- SWS

- Haut – A
- B
- C
- D
- E
- F
- G
- H
- I
- J
- K
- L
- M
- N
- O
- P
- Q
- R
- S
- T
- U
- V
- W
- X
- Y
- Z

## T
- T00
- T01
- T02
- T03
- T04
- T05
- T06
- T07
- T08
- T09
- T10
- T11
- T12
- T13
- T14
- T15
- T16
- T17
- T18
- T19
- T20
- T21
- T22
- T23
- T24
- T25
- T26
- T27
- T28
- T29
- T30
- T31
- T32
- T33
- T34
- T35
- T36
- T37
- T38
- T39
- T40
- T41
- T42
- T43
- T44
- T45
- T46
- T47
- T48
- T49
- T50
- T51
- T52
- T53
- T54
- T55
- T56
- T57
- T58
- T59
- T60
- T61
- T62
- T63
- T64
- T65
- T66
- T67
- T68
- T69
- T70
- T71
- T72
- T73
- T74
- T75
- T76
- T77
- T78
- T79
- T80
- T81
- T82
- T83
- T84
- T85
- T86
- T87
- T88
- T89
- T90
- T91
- T92
- T93
- T94
- T95
- T96
- T97
- T98
- T99

- TAJ
- TCL
- TFX : chaîne de télévision française
- TFA : acide trifluoroacétique
- THQ : producteur de jeux vidéo
- TJV : Base aérienne de Thanjavur
- TLF
- TMC
- TNS
- TPF
- TRI
- TSA
- TSF
- TTB : Tax and Trade Bureau
- TTG : Tonalite-Trondjhémite-Granodiorite
- TUB
- TVA

- Haut – A
- B
- C
- D
- E
- F
- G
- H
- I
- J
- K
- L
- M
- N
- O
- P
- Q
- R
- S
- T
- U
- V
- W
- X
- Y
- Z

## U
- UAI
- UAM
- UCF , entre autres :
  - Union caribéenne de football
  - University of Central Florida (Université du centre de la Floride), une université américaine du comté d'Orange, en Floride
- UFC
- UFL
- UGB
- UGC
- UIC
- UML
- UQO: Université du Québec en Outaouais, un des dix établissements qui forment le réseau de l'Université du Québec
- URD
- URL 
  - Uniform Resource Locator
- USA
- USB
- USD
- UTM
- UTT
- UTV
- UWE

- Haut – A
- B
- C
- D
- E
- F
- G
- H
- I
- J
- K
- L
- M
- N
- O
- P
- Q
- R
- S
- T
- U
- V
- W
- X
- Y
- Z

## V
- VAB
- VGA
- VIH : Virus de l'immunodéficience humaine
- VMA
- VPH
- VPN : Virtual Private Network (Réseau privé virtuel)
- VPS
- VSS
- VTC
- VUL : Véhicule utilitaire léger
- VUS: Véhicule utilitaire sport

- Haut – A
- B
- C
- D
- E
- F
- G
- H
- I
- J
- K
- L
- M
- N
- O
- P
- Q
- R
- S
- T
- U
- V
- W
- X
- Y
- Z

## W
- WCW : World Championship Wrestling
- WKT
- WOP : Wojska Ochrony Pogranicza
- WWE : World Wrestling Entertainment
- WWF : World Wildlife Fund
- WWW : World Wide Web

- Haut – A
- B
- C
- D
- E
- F
- G
- H
- I
- J
- K
- L
- M
- N
- O
- P
- Q
- R
- S
- T
- U
- V
- W
- X
- Y
- Z

## X
- XAI
- XXO : Extra extra old (eau de vie vieillie)
- XXX

- Haut – A
- B
- C
- D
- E
- F
- G
- H
- I
- J
- K
- L
- M
- N
- O
- P
- Q
- R
- S
- T
- U
- V
- W
- X
- Y
- Z

## Y
- Code IATA des aéroports canadiens
  - YEG: Aéroport international d'Edmonton
  - YFJ: Aéroport international de Mont-Tremblant Inc
  - YHM: Aéroport international John C. Munro d'Hamilton
  - YHZ: Aéroport international Stanfield d'Halifax
  - YLW: Aéroport international de Kelowna
  - YMX: Aéroport international Montréal-Mirabel
  - YOW: Aéroport international Macdonald-Cartier d'Ottawa
  - YQB: Aéroport international Jean-Lesage de Québec
  - YQM: Aéroport international du Grand Moncton
  - YQR: Aéroport international de Regina
  - YQX: Aéroport international de Gander
  - YUL: Aéroport international Pierre-Elliott-Trudeau de Montréal
  - YVR: Aéroport international de Vancouver
  - YWG: Aéroport international James Armstrong Richardson de Winnipeg
  - YXC: Aéroport de Cranbrook/Rocheuses canadiennes
  - YXE: Aéroport international John G. Diefenbaker de Saskatoon
  - YXY: Aéroport international Erik Nielsen de Whitehorse
  - YYC: Aéroport international de Calgary
  - YYJ: Aéroport international de Victoria
  - YYT: Aéroport international de Saint-Jean de Terre-Neuve
  - YYZ: Aéroport international Pearson de Toronto

- Haut – A
- B
- C
- D
- E
- F
- G
- H
- I
- J
- K
- L
- M
- N
- O
- P
- Q
- R
- S
- T
- U
- V
- W
- X
- Y
- Z

## Z
- ZAD
- ZDS
- ZEE
- ZFE
- ZNA
- ZZZ

- Haut – A
- B
- C
- D
- E
- F
- G
- H
- I
- J
- K
- L
- M
- N
- O
- P
- Q
- R
- S
- T
- U
- V
- W
- X
- Y
- Z